# The Playwright's Love
The Playwright's Love er en amerikansk stumfilm fra 1910.